# Barcelona EC
Barcelona EC is een Braziliaanse voetbalclub uit Rio de Janeiro, meer bepaald uit de wijk Botafogo.

## Geschiedenis
De club werd opgericht op 5 december 1999 en werd vernoemd naar de Spaanse club FC Barcelona. De club werd opgericht door voormalige leden van het ter ziele gegane Internacional FC en kan dus gezien worden als een rechtmatige opvolger van de club. In 2000 begon de club in de vierde divisie van het Campeonato Carioca. In 2003 speelde de club voor het eerst in de tweede klasse, maar degradeerde al na één seizoen. Intussen speelt de club opnieuw in de tweede klasse.